# Dossier médical en droit français
Pour un article plus général, voir Dossier médical.
Le dossier médical est un ensemble de documents (physiques ou informatisés) qui retrace des épisodes ayant affecté la santé de cette personne : lettres, notes, compte rendu, résultats de laboratoire, film radiologique, etc.
En droit français, le dossier médical doit être soigneusement conservé, pour la continuité des soins (le dossier médical doit donc pouvoir être transmis au successeur du médecin de famille, ou suivant le patient), pour répondre aux futures demandes d'accès des patients, voire pour apporter certaines preuves en cas de recherche de responsabilités. Le passage progressif à la fin du XXe siècle des dossiers papier aux dossiers numérisés, et l'évolution des pratiques d'archivage soulève des préoccupations en termes de technique (durée de vie et fiabilité du support numérique, sécurisation des informations) et d'éthique médicale : confidentialité, dossiers dont la gestion est en partie sous-traitée dans d'autres pays, ou par des entreprises privées, etc.

## Structure médicale
Le dossier médical peut contenir différents chapitres : 
- les antécédents ;
- les notes des médecins ;
- les notes des autres professionnels de santé ;
- les lettres et comptes-rendus ;
- les résultats des examens complémentaires : biologie, radiologie, imagerie, etc.
- les prescriptions de médicaments ;
- les recommandations.

Ces chapitres varient souvent d'une spécialité médicale à une autre : psychiatrie, chirurgie, médecine du travail, anesthésie, etc.
L’article R1112-2 du Code de la santé publique en spécifie les éléments minimums.

## Dossier médical et outil informatique
Sous sa forme informatisée, le dossier médical peut se présenter de différentes façons :
- Base de données locale : cette base est sur le disque dur de l'ordinateur du médecin et remplace l'armoire avec les tiroirs contenant les enveloppes des dossiers de ses patients ;
- Base de données de l'établissement : dans ce cas l'ordinateur du médecin est connecté à un serveur présent dans un local sécurisé au sein de l'établissement (clinique / hôpital) ;
- Base de données nationale : cas par exemple du Dossier médical partagé, devenu en 2021 Mon espace santé[2].

## Approche juridique
Le dossier médical est créé et utilisé par les professionnels de santé. Il fait l'objet d'obligations et de protections prévues par la loi. Il faut à la fois respecter :
- Les règles relatives à la protection des données à caractère personnel (application de la Directive européenne 95/46[3])
- Les textes de droit médical ;
- Les textes relatifs au secret médical (articles 226-13 et suivants du Code Pénal[4]).
- Le droit d'accès du patient à son dossier. En France, « toute personne a accès à l'ensemble des informations concernant sa santé détenues par des professionnels et établissements de santé »[5].

- Dans le domaine médico-légal, en France, plusieurs textes s'appliquent : des dossiers, il est nécessaire de prendre en compte une législation hétérogène en matière de prescription avant la Loi du 4 mars 2002 :
  - Responsabilité civile : prescription 30 ans (article 2262 du Code civil) ;
  - Responsabilité pénale ;
  - Responsabilité administrative.

## Dossier médical et citoyen
Le dossier médical contient des informations personnelles et donc il est protégé par un certain nombre de lois : Propriété, Protection de la vie privée, etc.

### Réglementation en France
En France, l'article L1111-7 du code de la santé publique tel qu'il résulte de la loi du 4 mars 2002 autorise les patients à accéder directement aux informations les concernant qui sont détenues par un professionnel de santé (sauf, dans certains cas, en ce qui concerne les données recueillies lors d'une hospitalisation sans consentement) : « Toute personne a accès à l'ensemble des informations concernant sa santé détenues par des professionnels et établissements de santé, qui sont formalisées et ont contribué à l'élaboration et au suivi du diagnostic et du traitement ou d'une action de prévention, ou ont fait l'objet d'échanges écrits entre professionnels de santé, notamment des résultats d'examen, comptes rendus de consultation, d'intervention, d'exploration ou d'hospitalisation, des protocoles et prescriptions thérapeutiques mis en œuvre, feuilles de surveillance, correspondances entre professionnels de santé, à l'exception des informations mentionnant qu'elles ont été recueillies auprès de tiers n'intervenant pas dans la prise en charge thérapeutique ou concernant un tel tiers. »
Le contenu du dossier est défini par le décret no 2002-637 du 29 avril 2002 ; 
un dossier médical est constitué pour chaque patient hospitalisé dans un établissement de santé public ou privé.
Ce dossier contient au moins les éléments suivants, ainsi classés (d'après Article R1112-2 du code de la santé publique) :
- les informations formalisées recueillies lors des consultations externes dispensées dans l'établissement, lors de l'accueil au service des urgences ou au moment de l'admission et au cours du séjour hospitalier, et notamment :

1. La lettre du médecin qui est à l'origine de la consultation ou de l'admission ;
2. Les motifs d'hospitalisation ;
3. La recherche d'antécédents et de facteurs de risques ;
4. Les conclusions de l'évaluation clinique initiale ;
5. Le type de prise en charge prévu et les prescriptions effectuées à l'entrée ;
6. La nature des soins dispensés et les prescriptions établies lors de la consultation externe ou du passage aux urgences ;
7. Les informations relatives à la prise en charge en cours d'hospitalisation : état clinique, soins reçus, examens para-cliniques, notamment d'imagerie ;
8. Les informations sur la démarche médicale, adoptée dans les conditions prévues à l'article L. 1111-4 ;
9. Le dossier d'anesthésie ;
10. Le compte rendu opératoire ou d'accouchement ;
11. Le consentement écrit du patient pour les situations où ce consentement est requis sous cette forme par voie légale ou réglementaire ;
12. La mention des actes transfusionnels pratiqués sur le patient et, le cas échéant, copie de la fiche d'incident transfusionnel mentionnée au deuxième alinéa de l'article R. 666-12-24 ;
13. Les éléments relatifs à la prescription médicale, à son exécution et aux examens complémentaires ;
14. Le dossier de soins infirmiers ou, à défaut, les informations relatives aux soins infirmiers ;
15. Les informations relatives aux soins dispensés par les autres professionnels de santé ;
16. Les correspondances échangées entre professionnels de santé.

- les informations formalisées établies à la fin du séjour. Elles comportent notamment :

1. Le compte rendu d'hospitalisation et la lettre rédigée à l'occasion de la sortie ;
2. La prescription de sortie et les doubles d'ordonnance de sortie ;
3. Les modalités de sortie (domicile, autres structures),
4. La fiche de liaison infirmière,

- informations mentionnant qu'elles ont été recueillies auprès de tiers n'intervenant pas dans la prise en charge thérapeutique ou concernant de tels tiers.

Sont seules communicables les informations énumérées aux 1° et 2°.
La notion d'« information formalisée » prête à controverse : on considérait traditionnellement qu'étaient exclues les notes manuscrites du médecin, mais dans un arrêt du 30 septembre 2004, la Cour administrative d'appel de Paris a jugé que « les notes manuscrites du médecin traitant qui ont contribué à l'élaboration et au suivi du diagnostic et du traitement de l'intéressée au cours des années 1989 à 1995 et qui ont été conservées par l'hôpital font partie du dossier médical au sens des dispositions sus-rappelées du code de santé publique ; qu'il y a lieu d'enjoindre au centre hospitalier d'Orsay de communiquer à Mme G l'intégralité de son dossier médical. » D'après un article du journal Le Généraliste, la cour se serait inspirée de l'arrêté du 5 mars 2004, aux termes duquel « l'article L. 1111-7 du code de la santé publique donne à la personne accès aux informations de santé formalisées. Celles-ci doivent être comprises au plus simple : il s'agit des informations auxquelles est donné un support (écrit, photographie, enregistrement, etc.) avec l'intention de les conserver et sans lequel elles seraient objectivement inaccessibles. »
Dans un conseil du 15 avril 2004 (no 20041645-MNC, rapport 2003), la Commission d'accès aux documents administratifs (CADA) avait estimé que les « documents manuscrits contenus dans [un] dossier médical […] sont des documents communicables de plein droit, au patient qu'ils concernent ou à ses ayants droit, en application de l'article L.1111-7, introduit dans le Code de la santé publique par la loi du 4 mars 2002, dans la mesure où ils ont contribué à l'établissement du diagnostic, même si les praticiens n'ont pas jugé utile de les formaliser davantage. »
En raison du dualisme juridictionnel qui existe en France, le contentieux de la communication des informations à caractère médical est, selon le cas, porté devant le juge judiciaire ou le juge administratif (dans ce dernier cas, un recours préalable devant la CADA est obligatoire) : les deux ordres juridictionnels peuvent apporter des solutions divergentes à la question du caractère communicable de tel type de document.

### Le portail DMP
Le portail DMP est un site sécurisé mis en place par le ministère des Affaires sociales et de la Santé permettant la consultation du dossier médical partagé. Le portail guide à la fois les patients et les professionnels de santé dans toutes les démarches concernant le DMP. Des vidéos expliquent l'utilité du DMP et présentent des parcours de santé (histoires de DMP).

### Portabilité des informations du DMP
Dans son rapport sur "La santé, un bien commun de la société numérique", le Conseil national du numérique affirme qu'il faut renforcer la protection et la maîtrise par l’individu de ses propres données de santé. La montée en puissance des services numériques en santé, et l’exploitation massive des données qu’elle entraîne, soulève de véritables enjeux de contrôle des données par l’individu pour protéger sa vie privée et développer de nouveaux usages comme le partage de l’information à un tiers. Dans le cadre de la mise en œuvre du Règlement général de protection des données à caractère personnel, il est essentiel de garantir et d’outiller le consentement libre, éclairé et en continu des citoyens sur la collecte et l’utilisation de leurs données. Par exemple, des actions pourraient être mises en place pour renforcer le droit de regard des patients sur les traces fonctionnelles de son dossier médical ou activer le droit à la portabilité de ses données (soutien à des solutions de type Blue button pour la mise à disposition de l’historique personnel des individus, PIMS) ;